# Pappagiannádes
Pappagiannádes, en grec moderne : Παππαγιαννάδες, ou Papagiannádes (Παπαγιαννάδες), est un village du dème de Sitía, en Crète, en Grèce. Selon le recensement de 2011, la population de Pappagiannádes compte 55 habitants. Le village est situé à une altitude de 480 m et à une distance de 19,7 km de Sitía.

## Recensements de la population
| Recensements | 1900 | 1920 | 1928 | 1940 | 1951 | 1961 | 1971 | 1981 | 1991 | 2001 | 2011 |
| ------------ | ---- | ---- | ---- | ---- | ---- | ---- | ---- | ---- | ---- | ---- | ---- |
| Population   | 109  | 135  | 137  | 157  | 160  | 154  | 122  | 109  | -    | 79   | 55   |